# Bretanion de Tomis
Bretanion de Tomis (n.? - d. 380) a fost episcop de Tomis (Constanța), sfânt în Biserica Catolică și Biserica Ortodoxă.
Despre acesta avem informații de la Sozomen, din cartea sa Istoria bisericească (în Patrologia greacă, tomul LXVII, coloana 1343).
Bretanion era episcop de Tomis, Constanța de astăzi, în Dobrogea. A rămas celebru datorită luptei sale împotriva arianismului. Împăratul Valens cerceta episcopii, pentru a-i atrage la arianism. Ajuns la Tomis, Valens se îndreaptă spre biserica orașului, câtă vreme poporul îl urma, din curiozitate. Bretanion îl aștepta, împreună cu clerul său. În biserică îl înfruntă pe Valens, spunându-i că nu există decât un crez, și anume cel de la Niceea. Valens încercă să polemizeze cu Bretanion, dar acesta, împreună cu preoții, au ieșit cu nepăsare din biserică, mergând într-alt loc, pentru a săvârși euharistia. Poporul a urmat episcopul, lăsându-l pe împărat singur cu suita sa. Valens a poruncit ca Bretanion să fie arestat și trimis în exil. Poporul s-a împotrivit și de aceea împăratul l-a eliberat.
Sinaxarele bizantine nu-l pomenesc pe Bretanion, însă Martirologiul roman l-a înscris pe data de 25 ianuarie. De aici, Bisericile românești au preluat sărbătoarea lui, înscriindu-l în sinaxarele locale, pe aceeași dată.